# Wilfrid Normand, baron Normand
Wilfrid Guild Normand, baron Normand, född 1884, död 5 oktober 1962, var en brittisk jurist och politiker.
Normand var Solicitor General för Skottland 1929 och 1931-33, och från 1933 Lord Advocate. Han invaldes hösten 1931 av de konservativa i underhuset.